# Verdensnetværk af biosfærereservater
UNESCOs Verdensnetværk af biosfærereservater (World Network of Biosphere Reserves, WNBR ) dækker internationalt udpegede beskyttede områder, hver kendt som biosfærereservater, der er beregnet til at demonstrere et afbalanceret forhold mellem mennesker og natur (f.eks. tilskynde til bæredygtig udvikling ).

## Mission
Verdensnetværket af biosfærereservater (WNBR) i Menneske og biosfære-programmet (Man and the Biosphere Programme MAB) består af et dynamisk og interaktivt netværk af naturområder. Det arbejder for at fremme den harmoniske integration af mennesker og naturen for bæredygtig udvikling gennem deltagerdialog, videndeling, reduktion af fattigdom, forbedring af menneskers velbefindende, respekt for kulturelle værdier og ved at forbedre samfundets evne til at klare den globale opvarmning. Programmet fremmer samarbejde mellem nord og syd og syd-syd og repræsenterer et unikt værktøj til internationalt samarbejde gennem udveksling af erfaringer og know-how, kapacitetsopbygning og fremme af bedste praksis.

## Netværket
I 2019 havde 686 biosfærereservater i 122 lande opnået medlemskab, inklusiv 20 grænseoverskridene områder, og i alle regioner i verden. Myanmar fik sit første biosfærereservat 2015. Dette tager allerede højde for at nogle biosfærereservater, der er blevet trukket tilbage eller revideret gennem årene, da programmets fokus skiftede fra kun at være beskyttelse af naturen, til områder der viser tæt samspil mellem menneske og miljø.
| UNESCO-regionen          | Antal biosfærereservater | Antal lande |
| ------------------------ | ------------------------ | ----------- |
| Afrikanske stater        | 90                       | 33          |
| Arabiske stater          | 36 1                     | 14          |
| Asien og Stillehavet     | 172                      | 24          |
| Europa og Nordamerika    | 308                      | 41          |
| Latinamerika og Caribien | 132                      | 22          |

1 Inkluderer det interkontinentale biosfærereservat i Middelhavet, delt mellem Marokko og Spanien* Kilde - UNESCO-register over verdensnetværket for biosfærereserver (WNBR), 2019 

### Kriterier og periodisk gennemgangsproces
Artikel 4 i Lovgivningsmæssige rammer for verdensnetværket af biosfærereservater 
- det skal omfatte en mosaik af økologiske systemer, der er repræsentative for de største biogeografiske regioner, herunder en gradering af menneskelige indgreb
- Det skal have betydning for bevarelse af biologisk mangfoldighed
- Det bør give mulighed for at udforske og demonstrere tilgange til bæredygtig udvikling på regional skala
- Den skal have en passende størrelse til at udføre de tre funktioner i biosfærereservater (bevarelse, udvikling, logistisk støtte)
- Det skal omfatte disse funktioner gennem passende zonering, genkendelse af kerne-, buffer- og ydre overgangszoner.

I artikel 9 i den lovbestemte ramme hedder det, at "status for hvert biosfærereservat skal underkastes en periodisk gennemgang hvert tiende år, baseret på en rapport udarbejdet af den berørte myndighed på grundlag af kriterierne i artikel 4". Hvis et biosfærereservat ikke længere opfylder kriterierne i artikel 4, kan det anbefales, at den pågældende stat træffer foranstaltninger for at sikre overensstemmelse. Hvis et biosfærereservat stadig ikke opfylder kriterierne i artikel 4 inden for en rimelig periode, vil området ikke længere blive omtalt som et biosfærereservat, der er en del af netværket. 

### Tilbagetrækninger
Artikel 9 i den lovbestemte ramme giver en stat ret til at fjerne et biosfærereservat under dets jurisdiktion fra netværket. I 2018 var i alt 45 steder trukket tilbage fra netværket, af 9 lande. Nogle reservater er trukket tilbage, efter at de ikke længere opfylder nyere og strengere kriterier for reserver, f.eks. med hensyn til zoner eller arealstørrelse.
I juni 2017, under Det Internationale Koordineringsråd for Menneske og biosfære-programmet (MAB ICC) i Paris, trak USA 17 af deres tidligere 47 steder ud af programmet.